# Vogelfreistätte Walk- und Gaisweiher
Koordinaten: 49° 3′ 26″ N, 10° 19′ 0″ O
Das Naturschutzgebiet Vogelfreistätte Walk- und Gaisweiher liegt auf dem Gebiet der Stadt Dinkelsbühl im mittelfränkischen Landkreis Ansbach in Bayern.
Das Gebiet erstreckt sich südwestlich der Kernstadt von Dinkelsbühl und nördlich von Holzapfelshof entlang des Walkweiherbaches. Östlich des Gebietes fließt die Wörnitz und verläuft die B 25. Nördlich verläuft die Staatsstraße St 2220 und durch das Gebiet hindurch die Kreisstraße AN 45. Im Gebiet liegen der Walk- und der Gaisweiher.

## Bedeutung
Das 33,9 ha große Gebiet steht seit dem Jahr 1984 unter der Kenn-Nummer NSG-00204.01 unter Naturschutz. Es handelt sich um zwei Weiher mit besonderer Bedeutung für die Vogelwelt.